# Eurypetalum unijugum
Eurypetalum unijugum é uma espécie vegetal da família Fabaceae.
Apenas pode ser encontrada nos Camarões.
Os seus habitats naturais são: florestas subtropicais ou tropicais húmidas de baixa altitude.
Está ameaçada por perda de habitat.